# Arthur Miller
Arthur Asher Miller (New York, 17. listopada 1915. – Roxbury, Connecticut, 10. veljače 2005.), američki književnik.
Miller je bio sin Isidorea Millera, trgovca koji je bio uništen tijekom sloma njujorške burze. Završava studij novinarstva na Sveučilištu Michigan. Pošto je doživio fijasko s prvim kazališnim djelom na Broadwayu 1944., tri godine poslije nagrađen je nagradom kazališnih kritičara za komad Svi moji snovi koji postaje uspješnica u New Yorku.
Miller se ženi Marilyn Monroe 29. lipnja 1956. godine, a par se razvodi 1961. godine. Sa svojom je trećom suprugom Inge Morath imao dvoje djece, a jedno je od njih redateljica i scenaristica Rebecca Miller, koja je udana za glumca Daniela Day-Lewisa.

## Nepotpun popis djela
- "Svi moji sinovi" (All my sons - drama, 1947.)
- "Smrt trgovačkog putnika" (Death of a Salesman - drama, 1949.)
- "Vještice iz Salema" (The Crucible - drama, 1953.)
- A view from the bridge (drama, 1955.)

Vještica iz Salema